# Meridiano 67 W
O meridiano 67 W é um meridiano que, partindo do Polo Norte, atravessa o Oceano Ártico, América do Norte, Oceano Atlântico, Mar do Caribe, América do Sul, Oceano Antártico, Antártida e chega ao Polo Sul. Forma um círculo máximo com o Meridiano 113 E.
Excetuando ilhas no extremo sul do Oceano Atlântico, no Oceano Antártico e a própria Antártica, esse é o meridiano "inteiro" que passa mais próximo (16', ou 16,64 km, a leste) do ponto mais meridional do mundo, extremo sul do Chile e América do Sul, o Cabo Horn, nas Ilha de Hornos da Terra do Fogo.
Começando no Polo Norte, o meridiano 67 Oeste tem os seguintes cruzamentos:
| País, território ou mar | Notas                                                                     |
| ----------------------- | ------------------------------------------------------------------------- |
| Oceano Ártico           |                                                                           |
| Canadá                  | Nunavut - Ilha Ellesmere                                                  |
| Estreito de Nares       | Bacia de Kane                                                             |
| Gronelândia             | Qaanaaq, Noroeste de Qaasuitsup                                           |
| Estreito de Nares       | Baía de Qaanaaq                                                           |
| Gronelândia             | Qaanaaq, Noroeste de Qaasuitsup                                           |
| Baía de Baffin          |                                                                           |
| Estreito de Davis       |                                                                           |
| Canadá                  | Península Henry Kater, na Ilha de Baffin, Nunavut                         |
| Estreito de Davis       |                                                                           |
| Canadá                  | Península Cumberland, na Ilha de Baffin, Nunavut                          |
| Golfo de Cumberland     |                                                                           |
| Canadá                  | Península Hall, na Ilha de Baffin, Nunavut                                |
| Baía de Frobisher       |                                                                           |
| Canadá                  | Nunavut - Ilha Chase                                                      |
| Baía de Frobisher       |                                                                           |
| Canadá                  | Península Meta Incognita, na Ilha de Baffin, Nunavut                      |
| Estreito de Hudson      | Baía Ungava                                                               |
| Canadá                  | Quebec Terra Nova e Labrador Quebec - faz fronteira entre duas províncias |
| Foz do Rio São Lourenço |                                                                           |
| Canadá                  | Nova Brunswick, Quebec, Bas-Saint-Laurent                                 |
| Baía de Passamaquoddy   |                                                                           |
| Canadá                  | Ilha Deer, Nova Brunswick                                                 |
| Estados Unidos          | Ilha Moose, Maine                                                         |
| Oceano Atlântico        | Passa a oeste da Ilha Grande Manan, Nova Brunswick, Canadá                |
| Porto Rico              | Extremo oeste                                                             |
| Mar do Caribe           | Passa a oeste do arquipélago Los Roques, Venezuela                        |
| Venezuela               | Passa a oeste de Caracas                                                  |
| Colômbia                | Curto trecho no extremo leste                                             |
| Brasil                  | No oeste do Amazonas; entre Acre e Rondônia                               |
| Bolívia                 | Próximo a Oruro                                                           |
| Argentina               | Próximo La Rioja                                                          |
| Chile                   | Cerca de 14 km, na Patagônia                                              |
| Argentina               | Patagônia                                                                 |
| Oceano Atlântico        | Golfo de São Jorge                                                        |
| Argentina               | Extremo Sul                                                               |
| Oceano Atlântico        |                                                                           |
| Argentina               | Ilha Grande da Terra do Fogo                                              |
| Chile                   | Ilhas Picton, Lennox e Nueva                                              |
| Oceano Atlântico        | Passa a leste da Ilha Hermite Chile                                       |
| Oceano Antártico        |                                                                           |
| Antártida               | Território reclamado pelo Chile, Argentina e Reino Unido                  |